# جوی قاتل
جوی قاتل (انگلیسی: Killer Joe) فیلمی در ژانر جنایی و درام به کارگردانی ویلیام فریدکین است که در سال ۲۰۱۱ منتشر شد.

## داستان
کریس، فروشنده مواد مخدر است و وقتی مادرش که با دوست پسرش رکس زندگی می‌کند، پول فروش کوکائین‌ها را از او دزدیده و او را از خانه بیرون می‌کند، تصمیم می‌گیرد تا او را بکشد و از بیمه عمر ۵۰ هزار دلاری او، بدهی کارتل را بدهد. از این رو کریس، داستان را با پدرش انسل در میان می‌گذارد و مادر ناتنیش شاریا و خواهرش داتی هم از این موضوع خبردار می‌شوند. جو یک کارگاه پلیس فاسد است، که برای اینکار درخواست ۲۵ هزار دلار می‌کند و چون پولی در بساط نیست. داتی را به عنوان ضمانت درخواست می‌کند. داتی ۱۲ساله که باکره است، قبول می‌کند و با جو رابطه جنسی برقرار می‌کند. کریس با وجود اینکه به شدت مورد ضرب و شتم کارتل قرار میگرد، از جو درخواست می‌کند که از قتل منصرف شود، ولی جو قبلاً مادر کریس را کشته‌است. وکیل به خانواده خبر می‌دهد که رکس، وارث مادر کریس است و به آنها چیزی نمی‌رسد، کریس تصمیم به فرار با داتی می‌گیرد ولی جو مطلع می‌شود و شب به خانه انسل می‌آید و به او عکس‌هایی از رابطه جنسی زنش شاریا با رکس را نشان می‌دهد و فاش می‌کند که شاریا و رکس همدستی کردند تا بیمه عمر، که بخاطر مرگ غیرطبیعی مادر کریس ۱۰۰ هزار دلار شده‌است را بالا بکشند. جو به شدت شاریا را کتک و آزار روحی جنسی می‌دهد و طبیعتاً انسل که متوجه خیانت زنش می‌شود جلوی او را نمی‌گیرد. در همین لحظه کریس برای فرار با داتی وارد خانه می‌شود. جو به همه می‌گوید با داتی قرار عروسی گذاشته‌است ولی کریس قبول نمی‌کند و این موضوع باعث درگیری و مصدوم شدن انسل توسط داتی و همچنین مرگ کریس، با همدستی تمام اعضا خانواده یعنی، مادر ناتنیش، پدر، جو و داتی که حالا باردار است، می‌شود.

## بازیگران
- متیو مک‌کانهی
- امیل هرش
- جونو تیمپل
- جینا گرشان
- توماس هیدن چرچ
- جولی آدامز